# Musée national d'Alexandrie

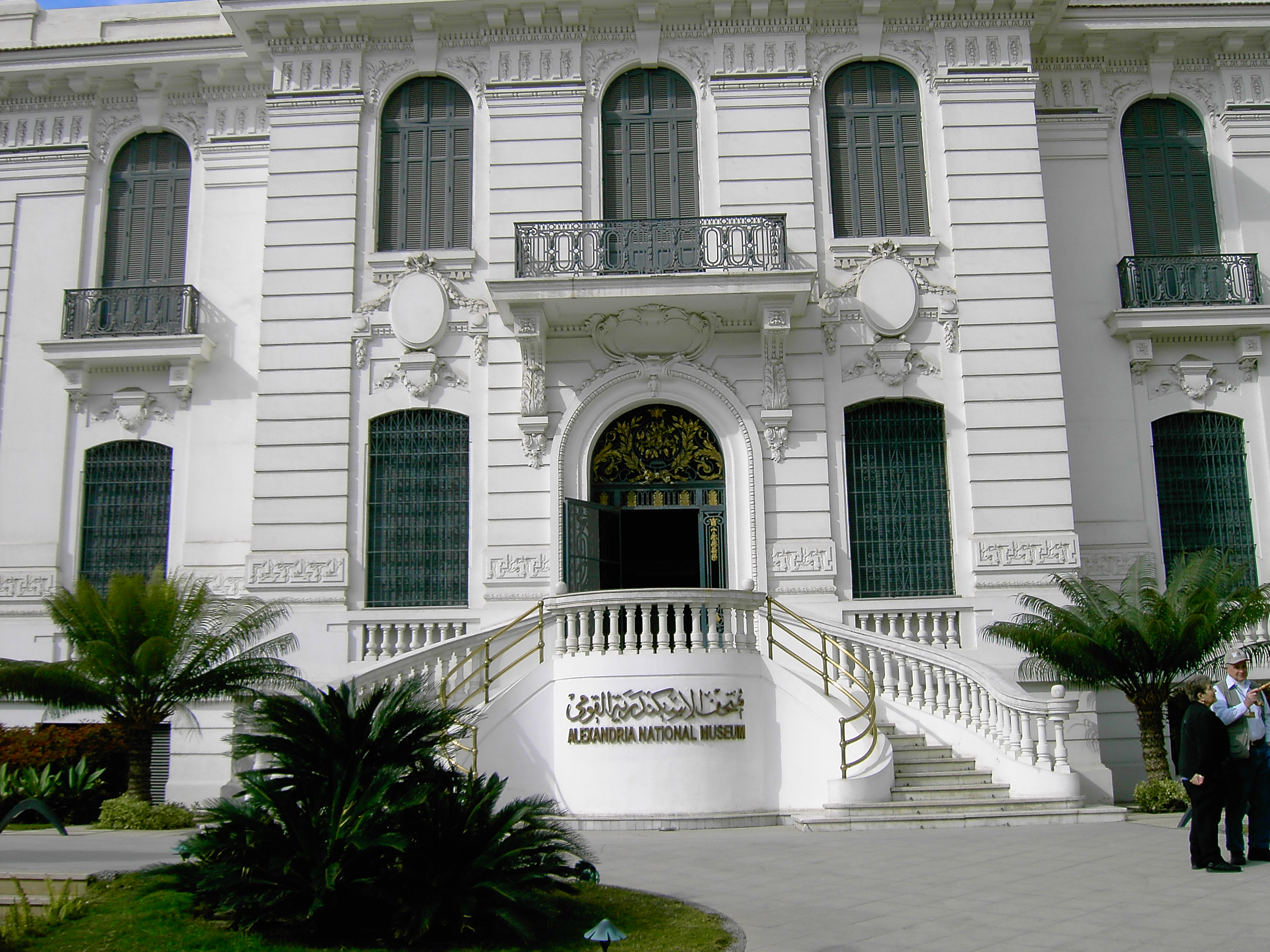
Entrée du musée

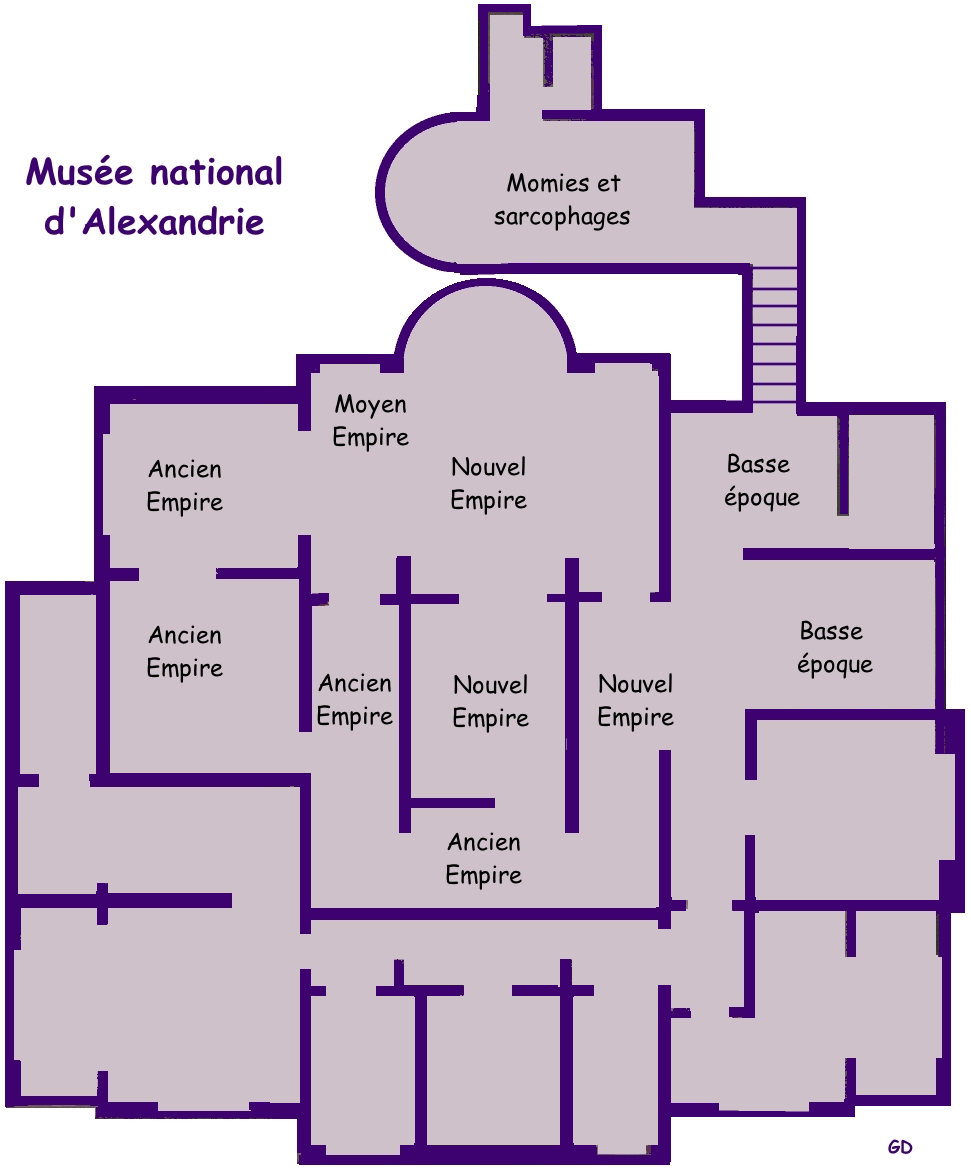
Plan de la section Égypte antique du musée

Le Musée national d'Alexandrie, est un musée archéologique égyptien, inauguré le 31 décembre 2003 par le président Hosni Moubarak et installé dans un ancien palais de style italien restauré qui abrita le consulat des États-Unis, rue Tariq Al-Horreya (ancienne rue Fouad), près du centre de la ville, est l'un des nouveaux musées voulus par le ministère de la culture égyptien dans la plupart des villes d'Égypte.

## Collections

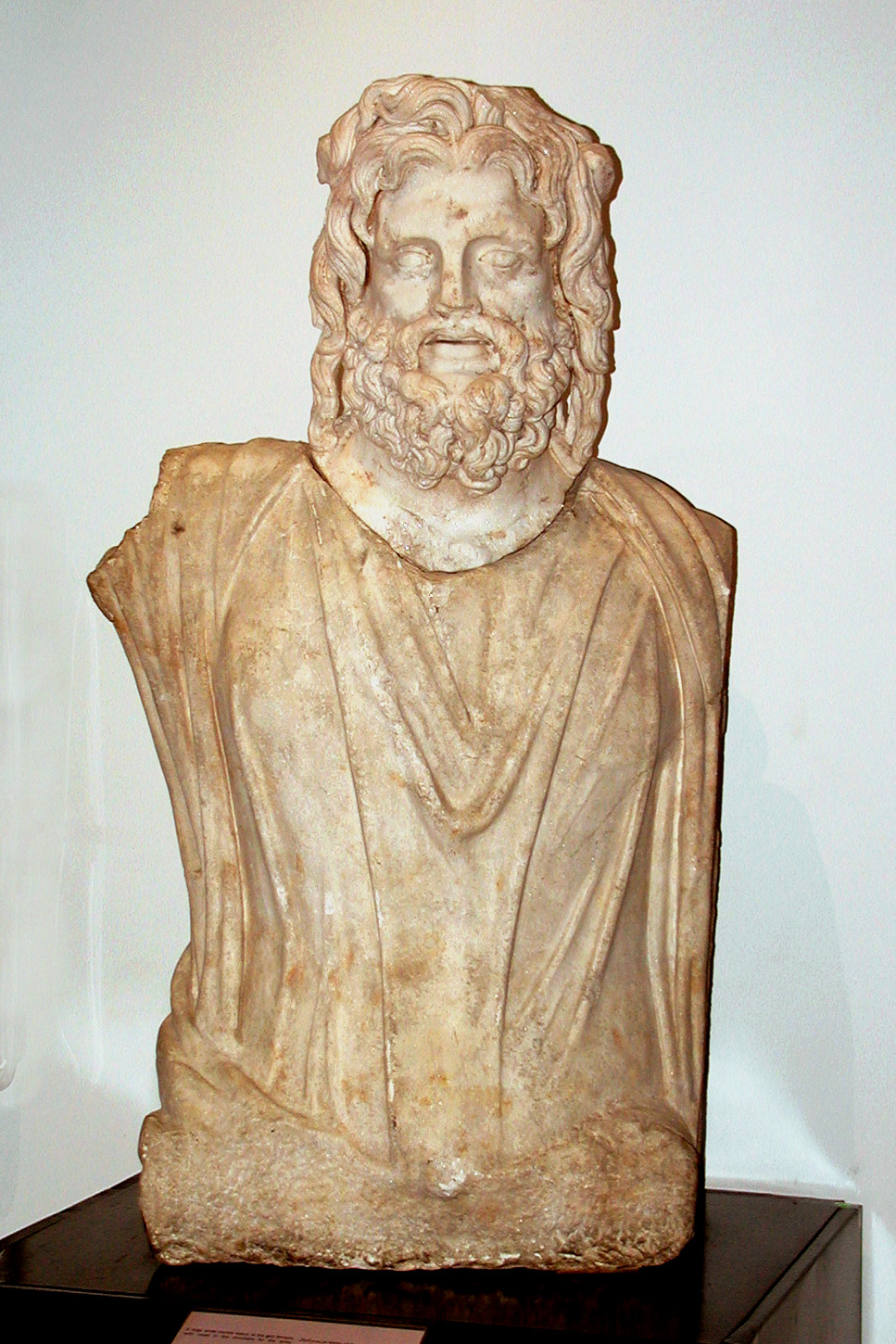
Le dieu Sarapis
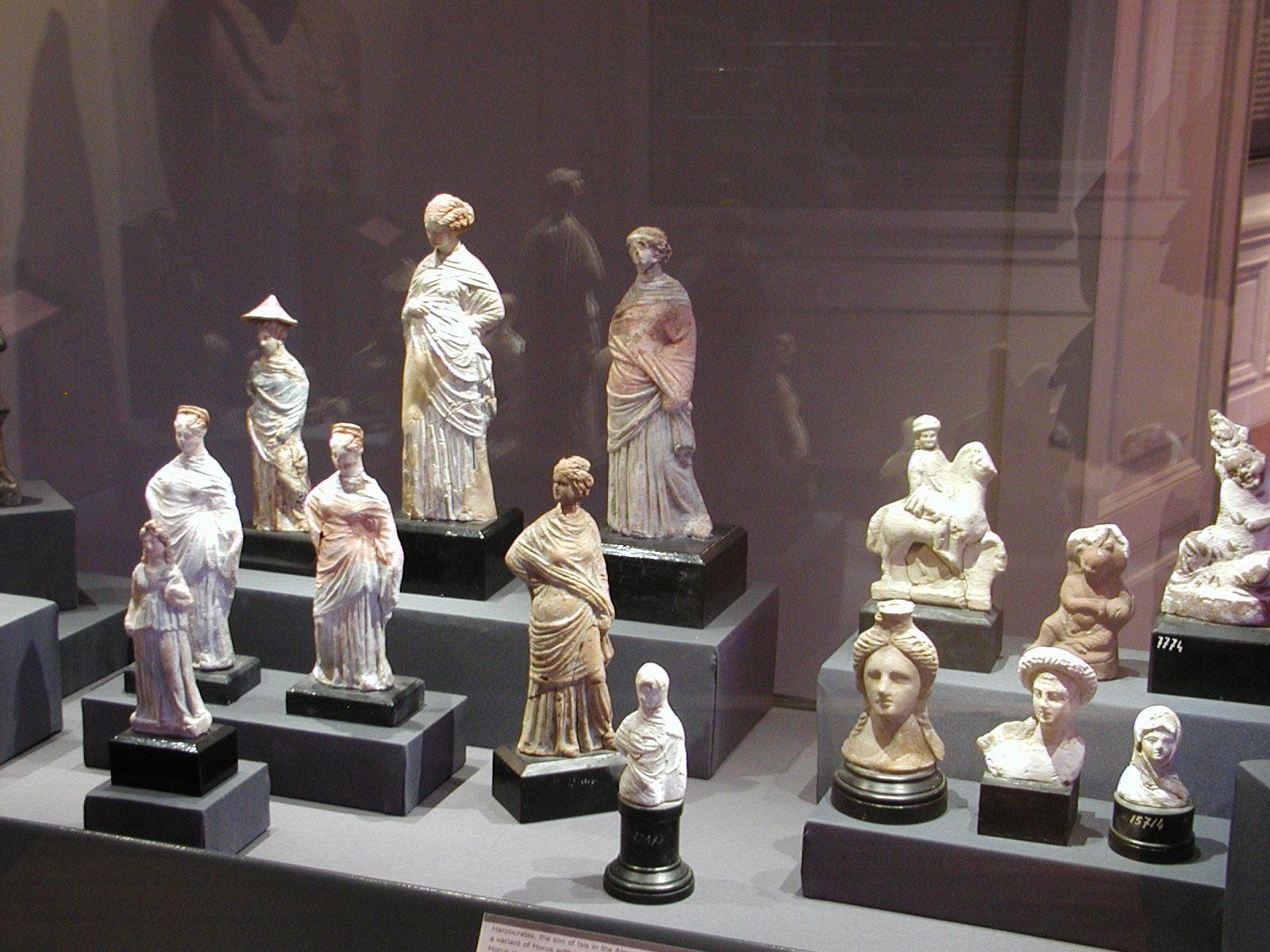
Collection de tanagra
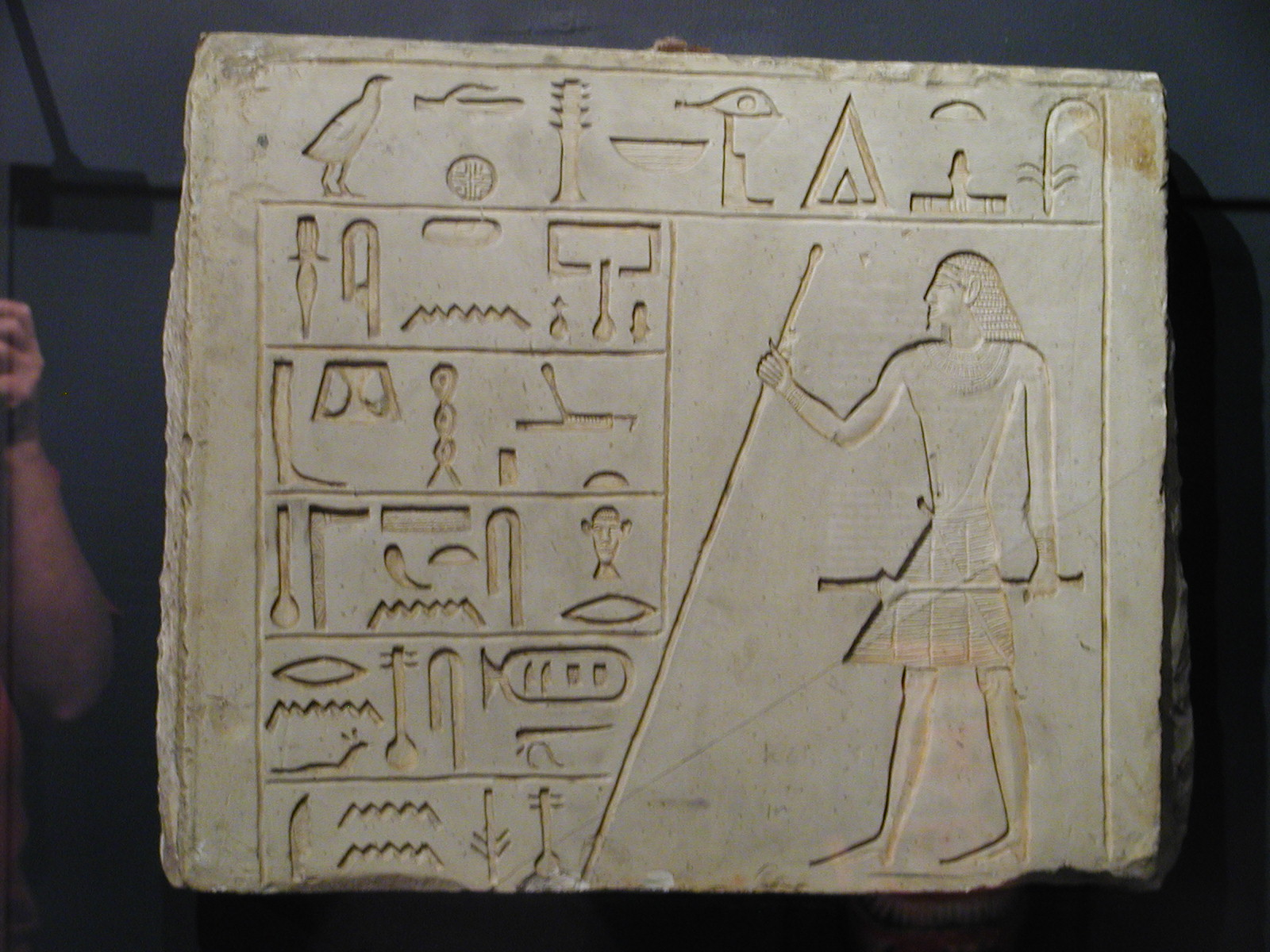
Stèle de Pépi-Sennefer (trouvée à Dendérah)
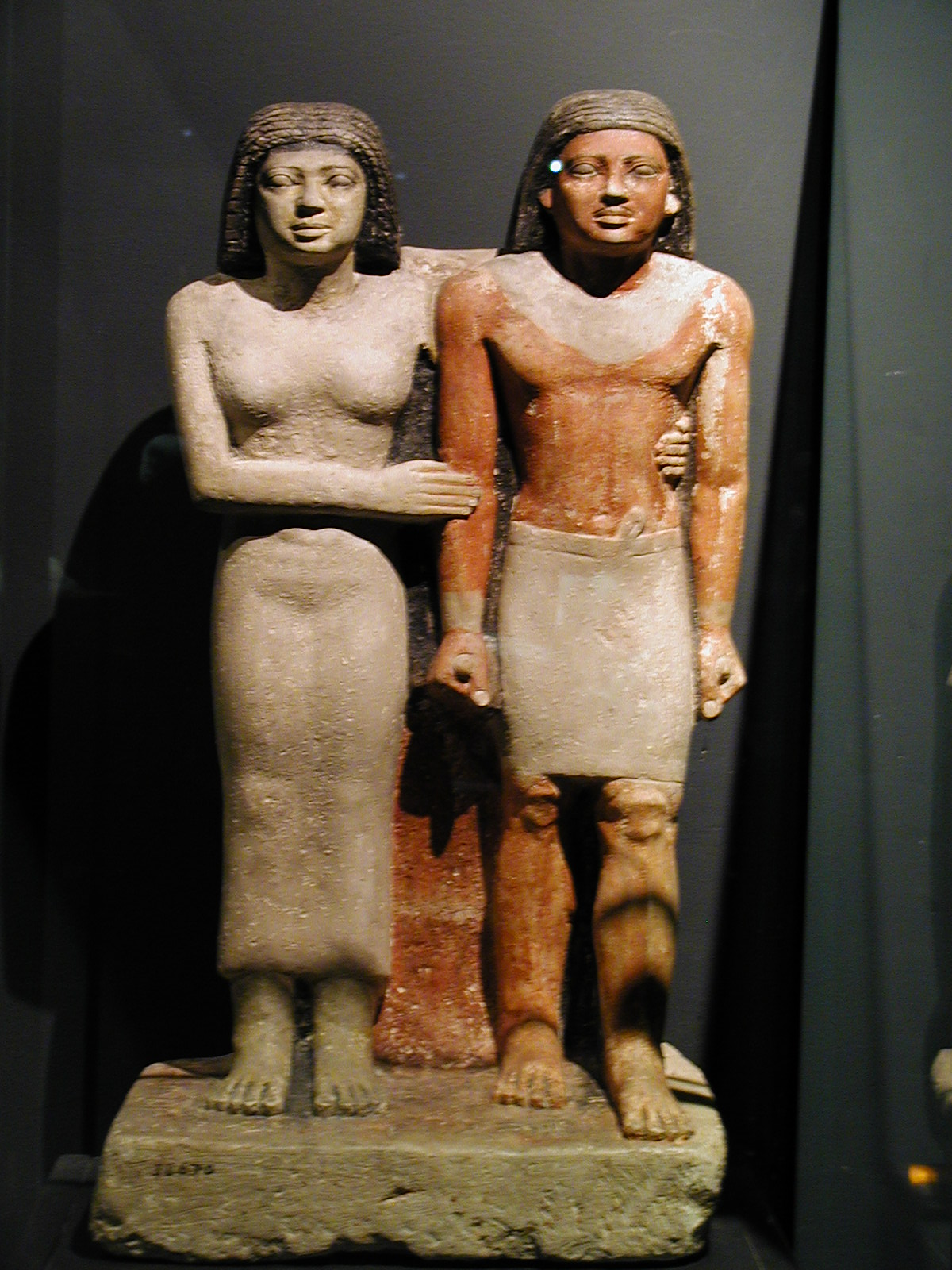
Un homme et sa femme (trouvée à Gizeh)
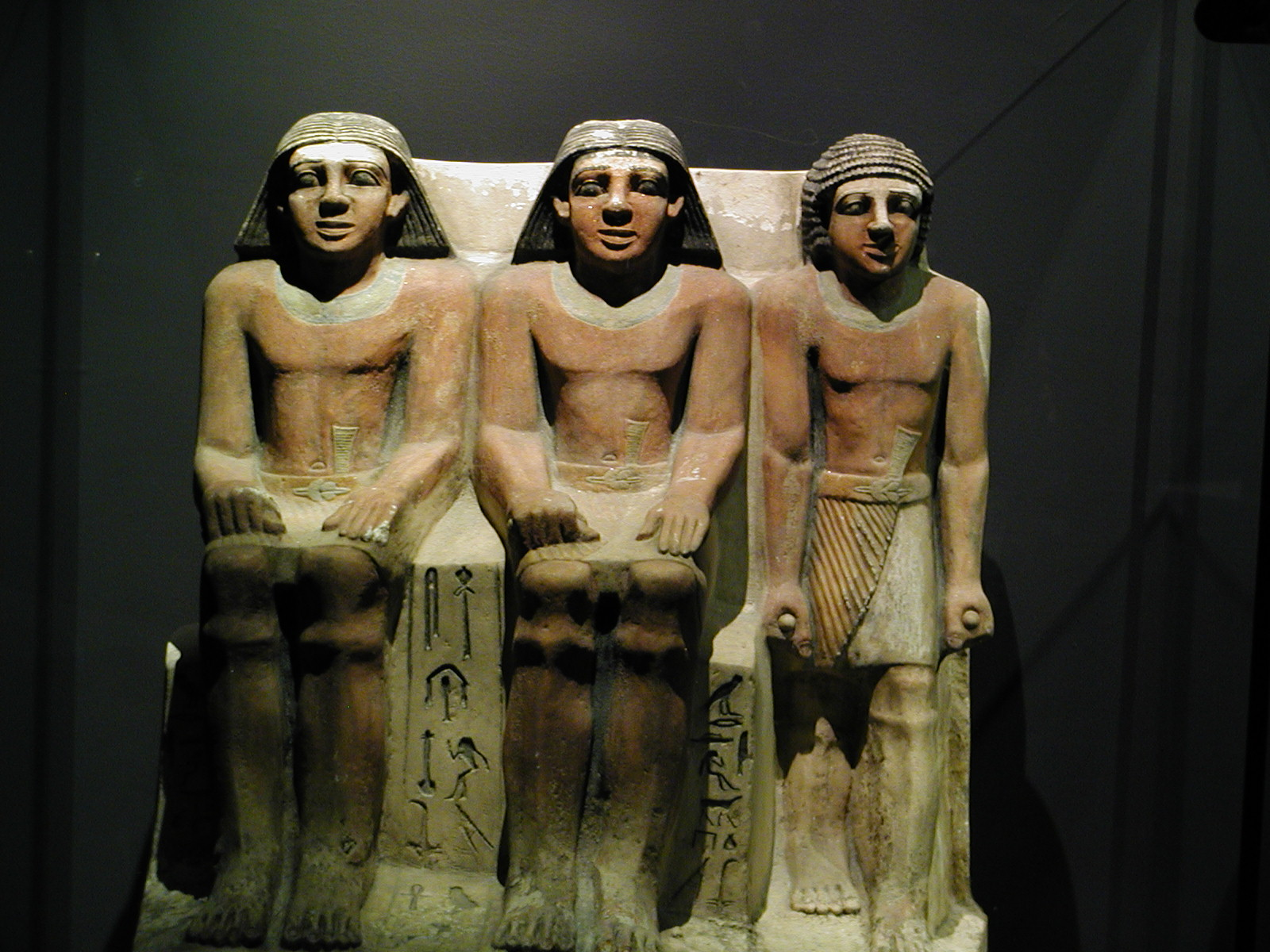
Mersouânkh représenté à des âges différents
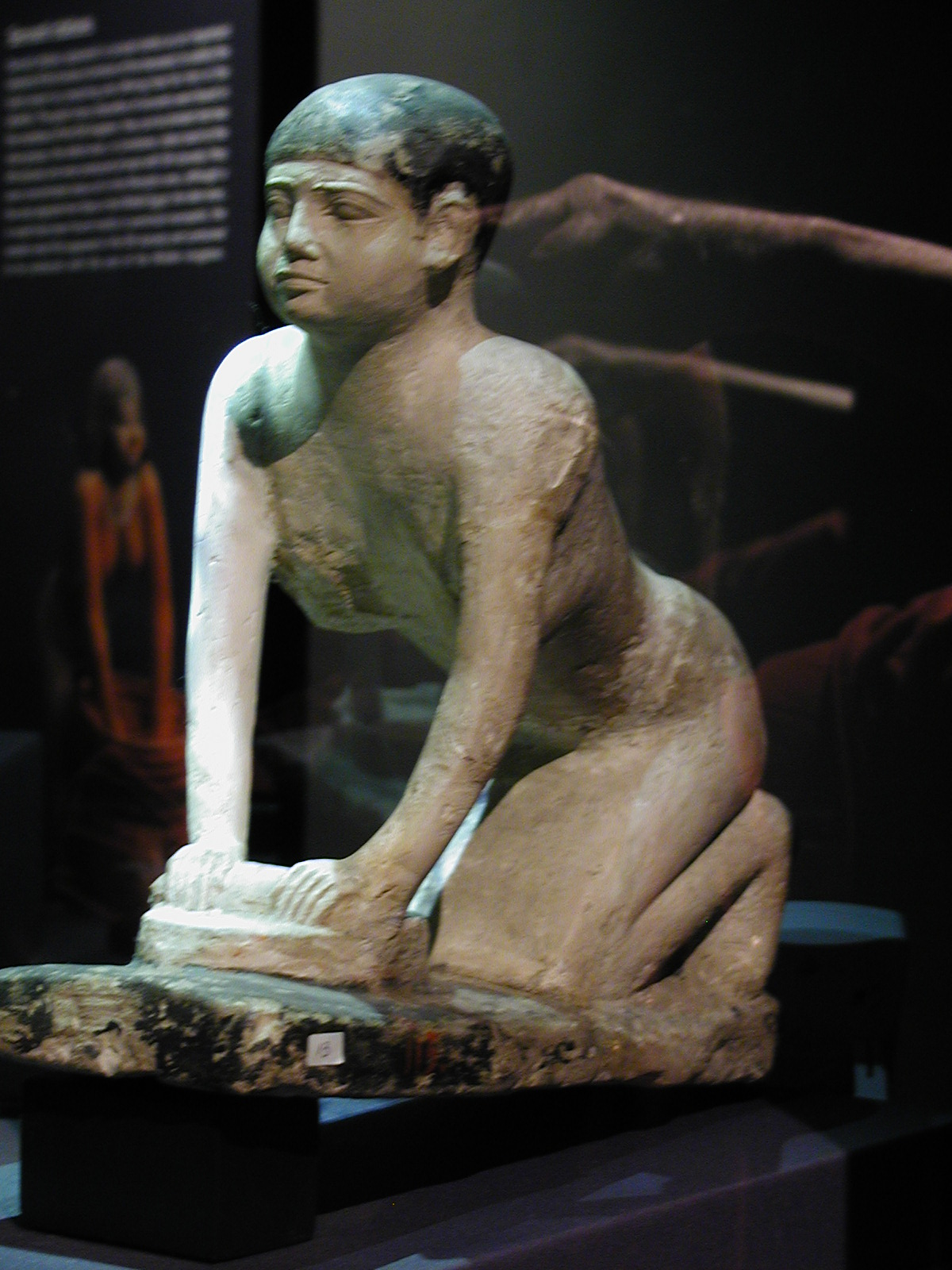
Ouchebti pétrissant le pain (trouvé à Saqqarah
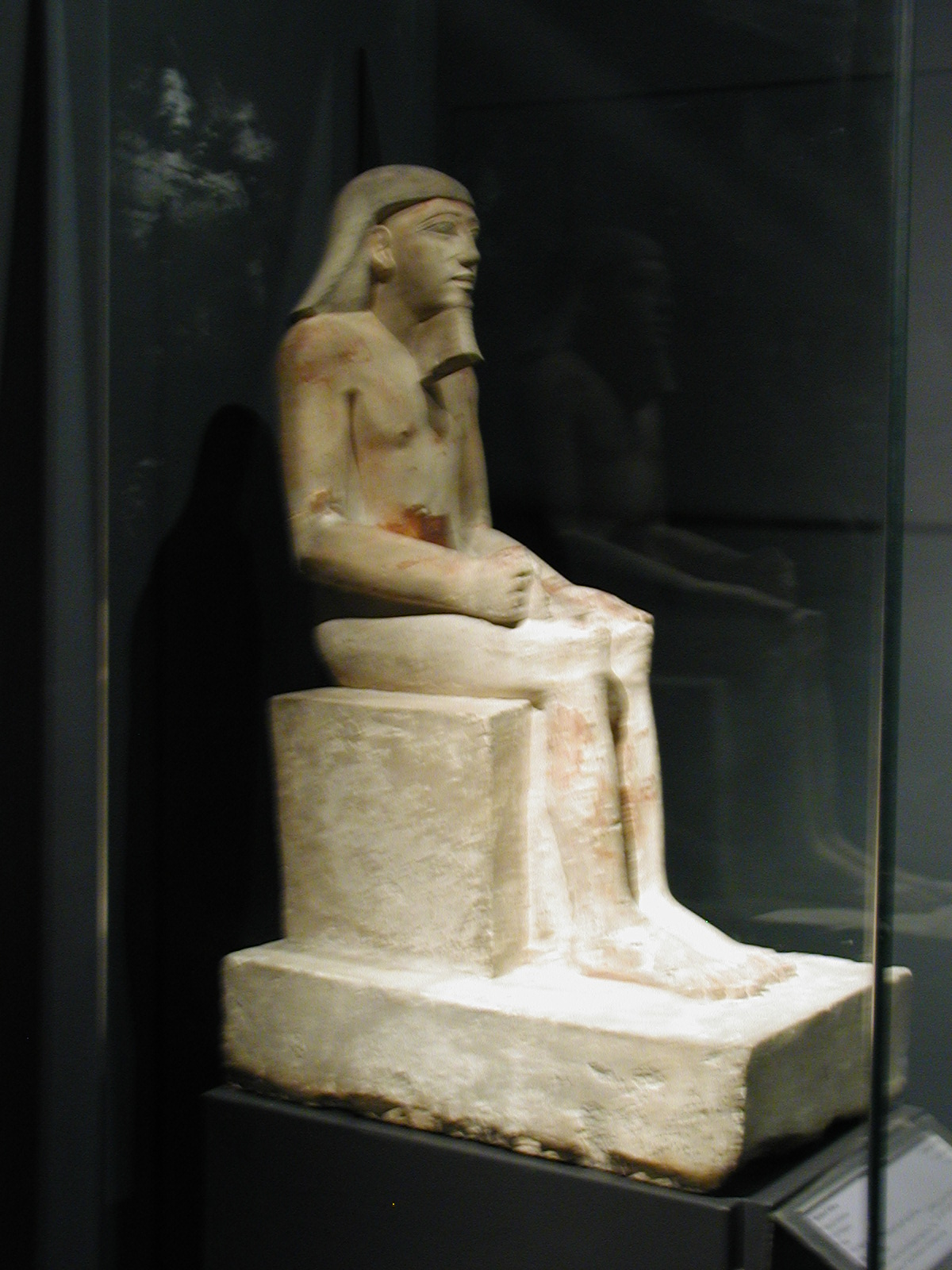
Homme avec sur le socle le cartouche de Mykérinos (trouvé à Edfou)
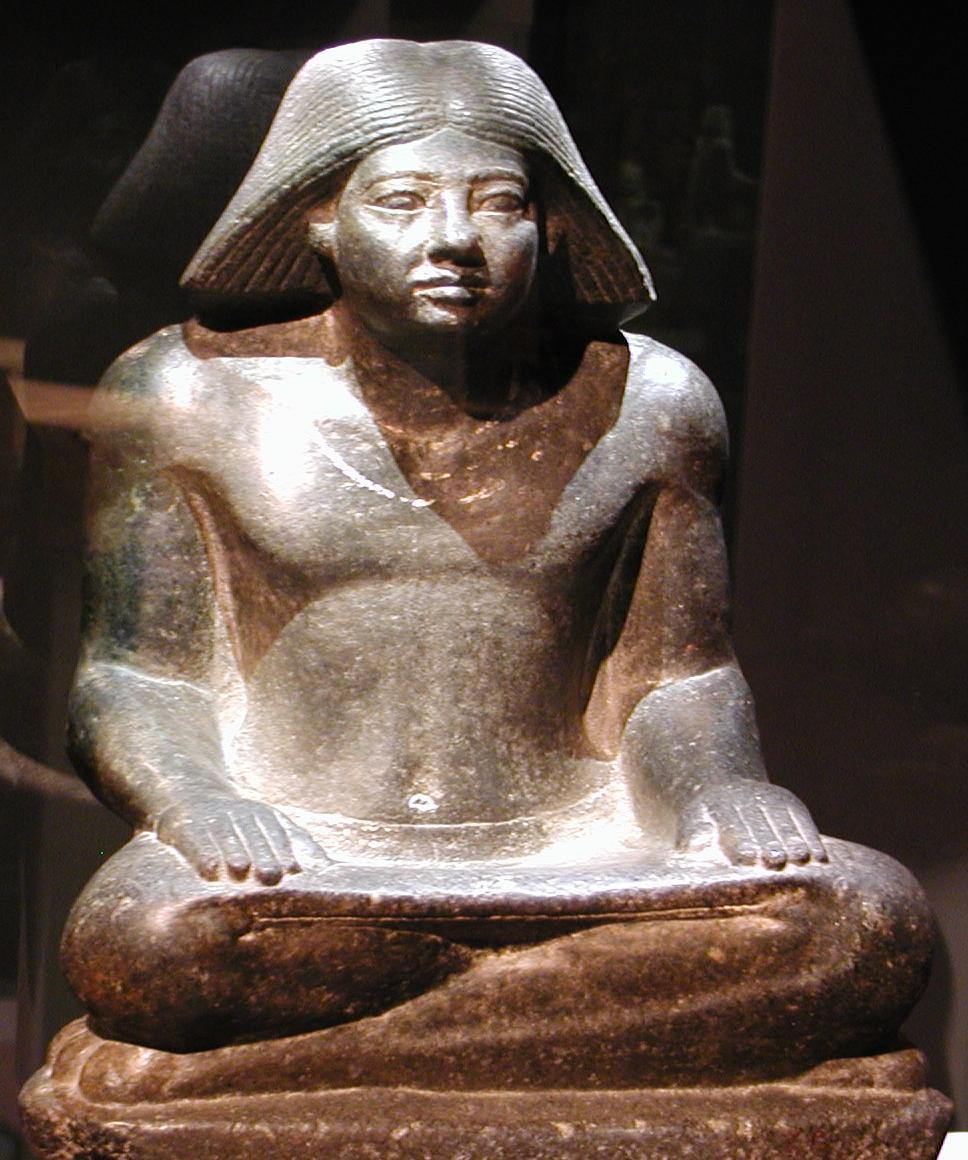
Scribe en granit (trouvé à Saqqarah)
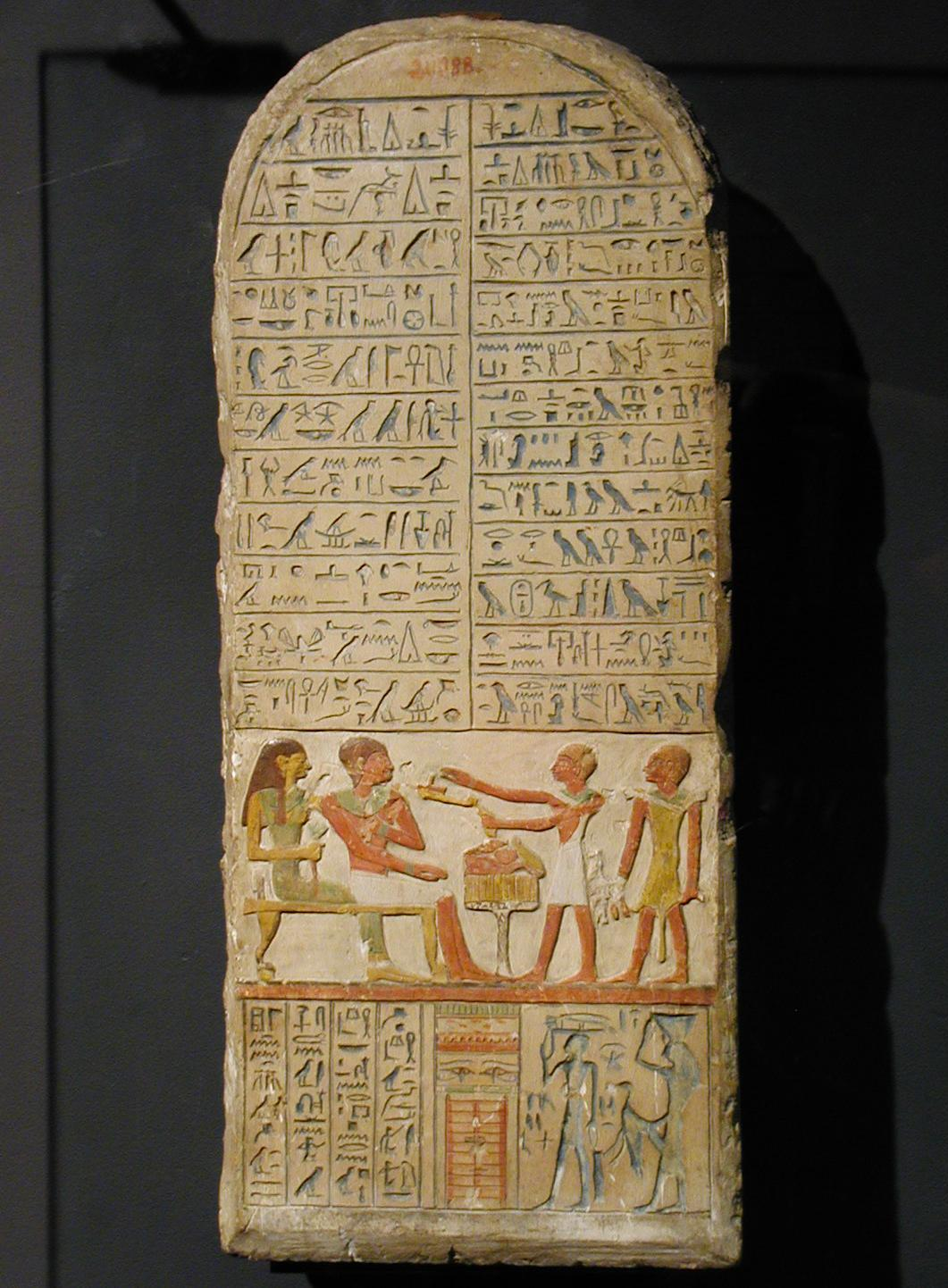
Stèle de Nemtyemhat et sa femme (trouvée à Abydos) ; sur le dessin central, ses deux fils présentent des offrandes ; sur le registre du bas, deux offrants devant une fausse porte et une inscription dédicatoire.
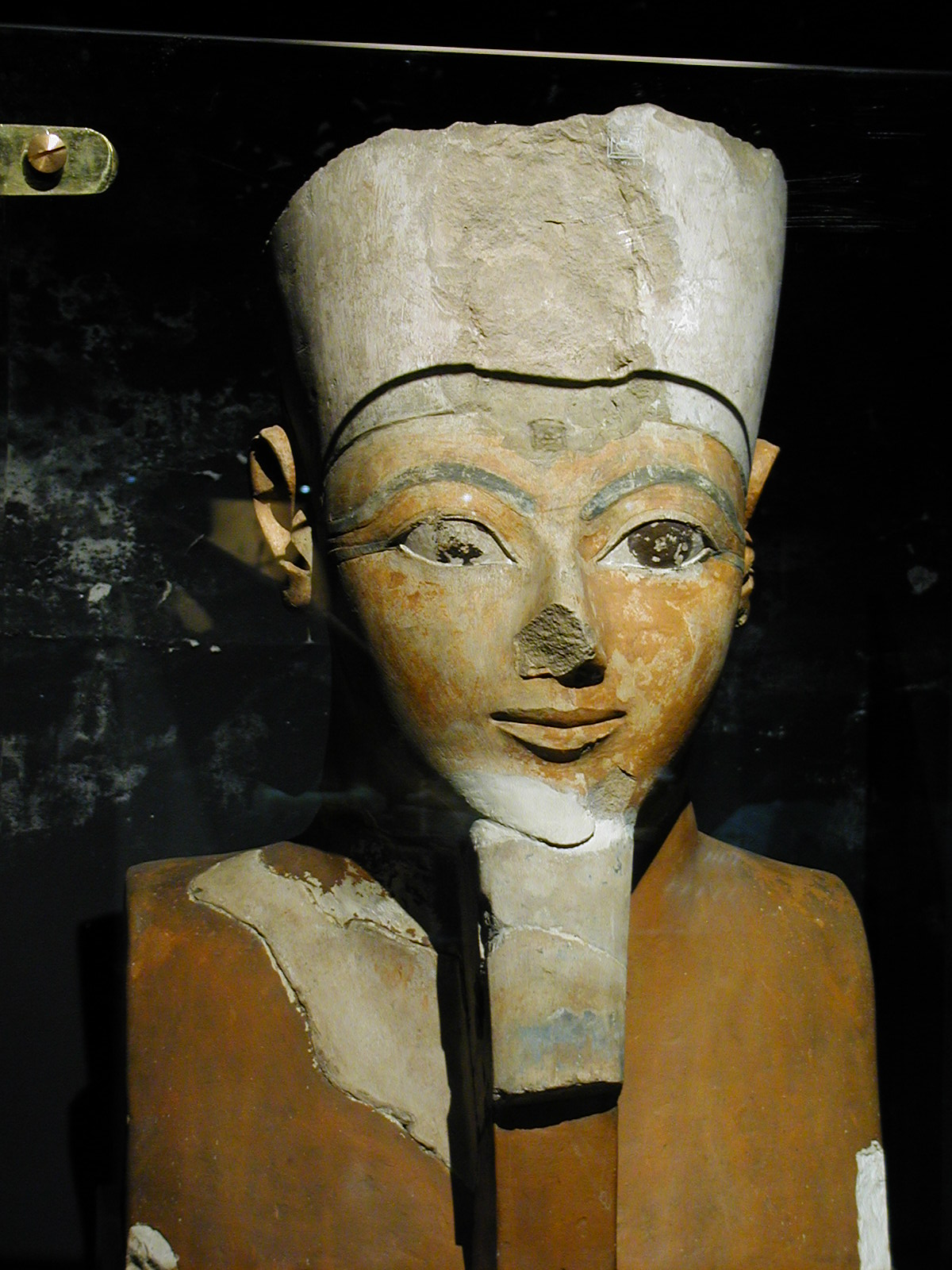
Tête d'Hatchepsout (trouvée à Louxor)
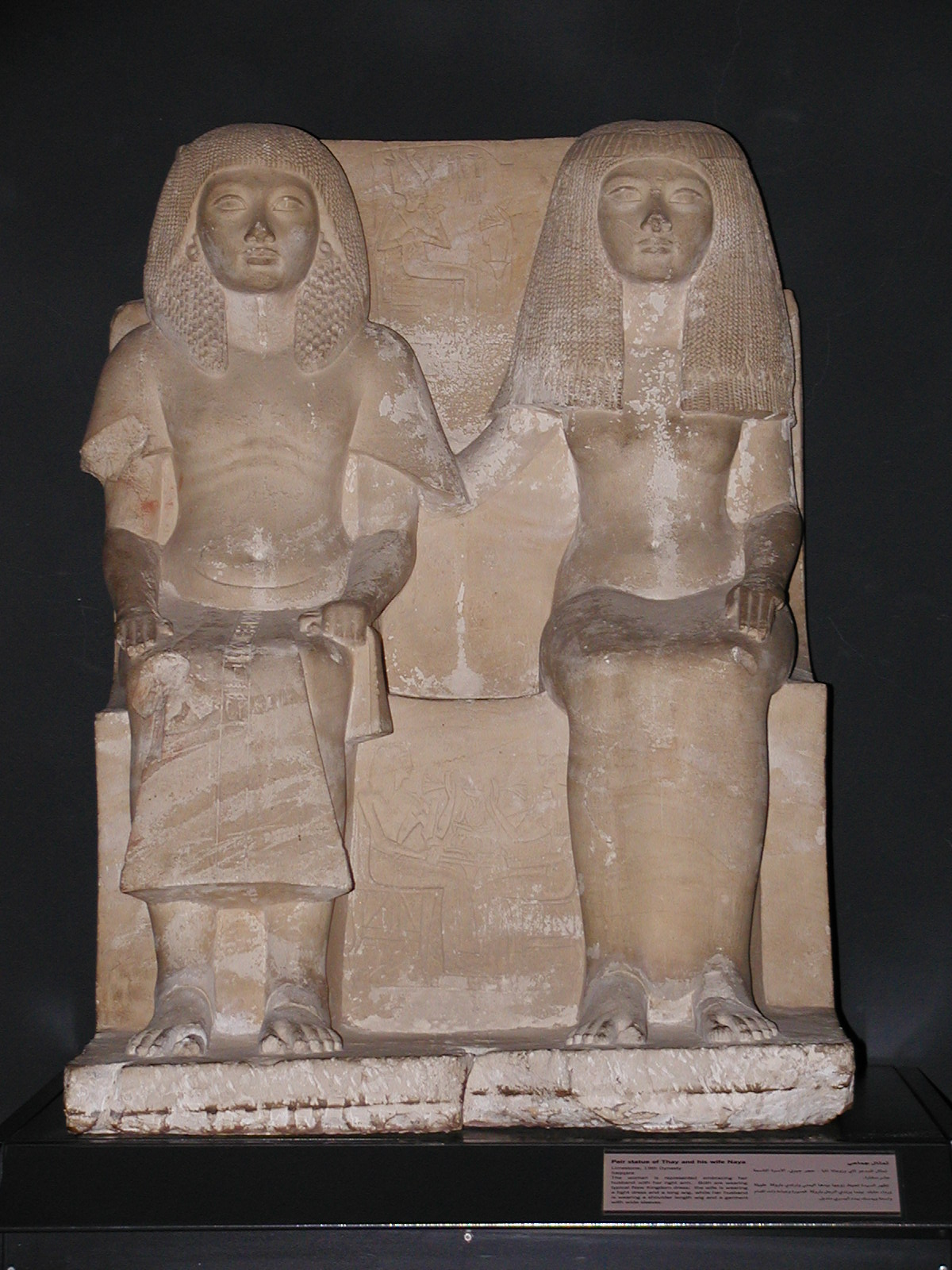
Thay et sa femme Naya (XIXe dynastie, trouvé à Saqqarah)
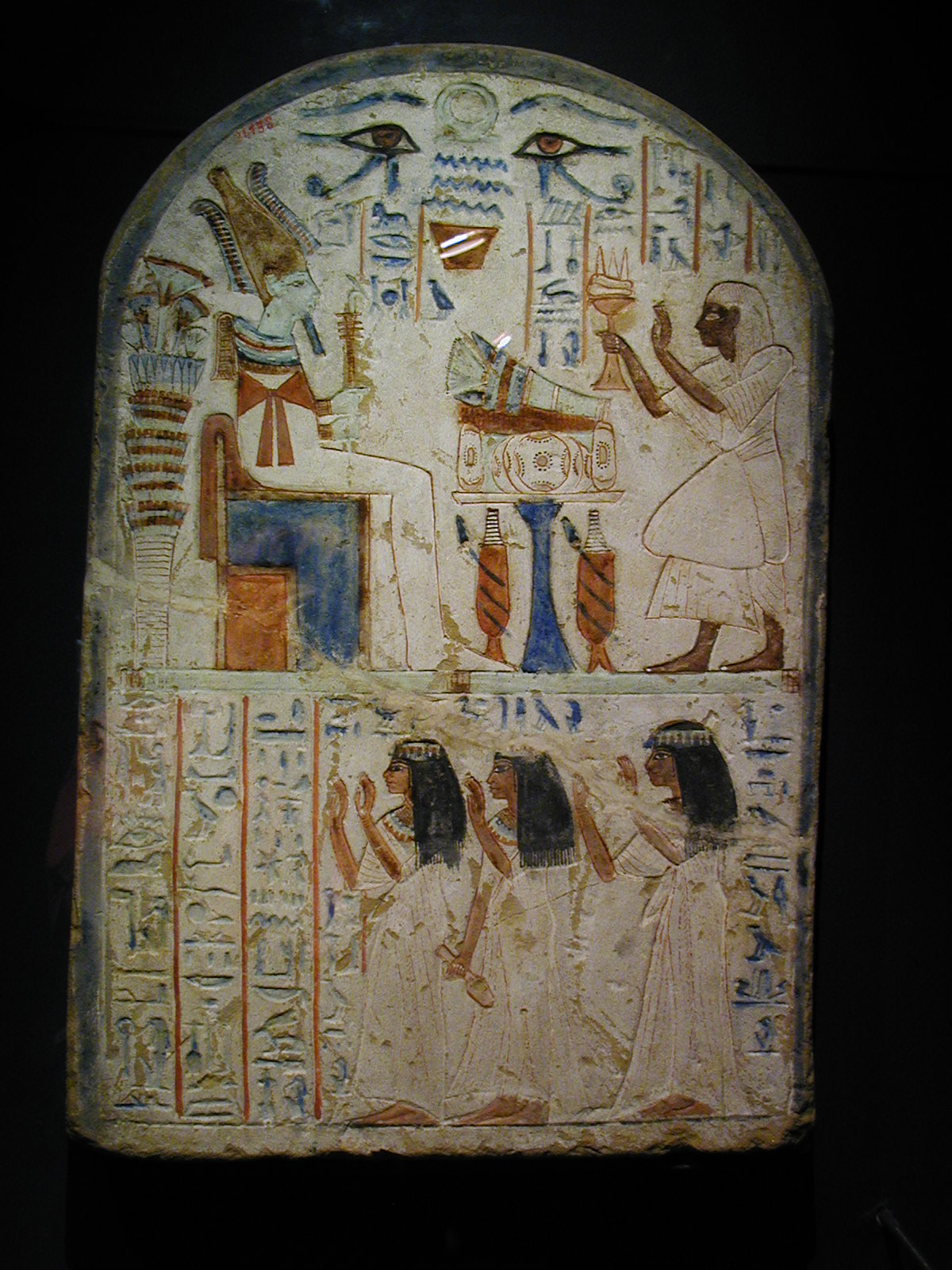
Fausse porte de Shespy (VIe dynastie, trouvé à Abydos)
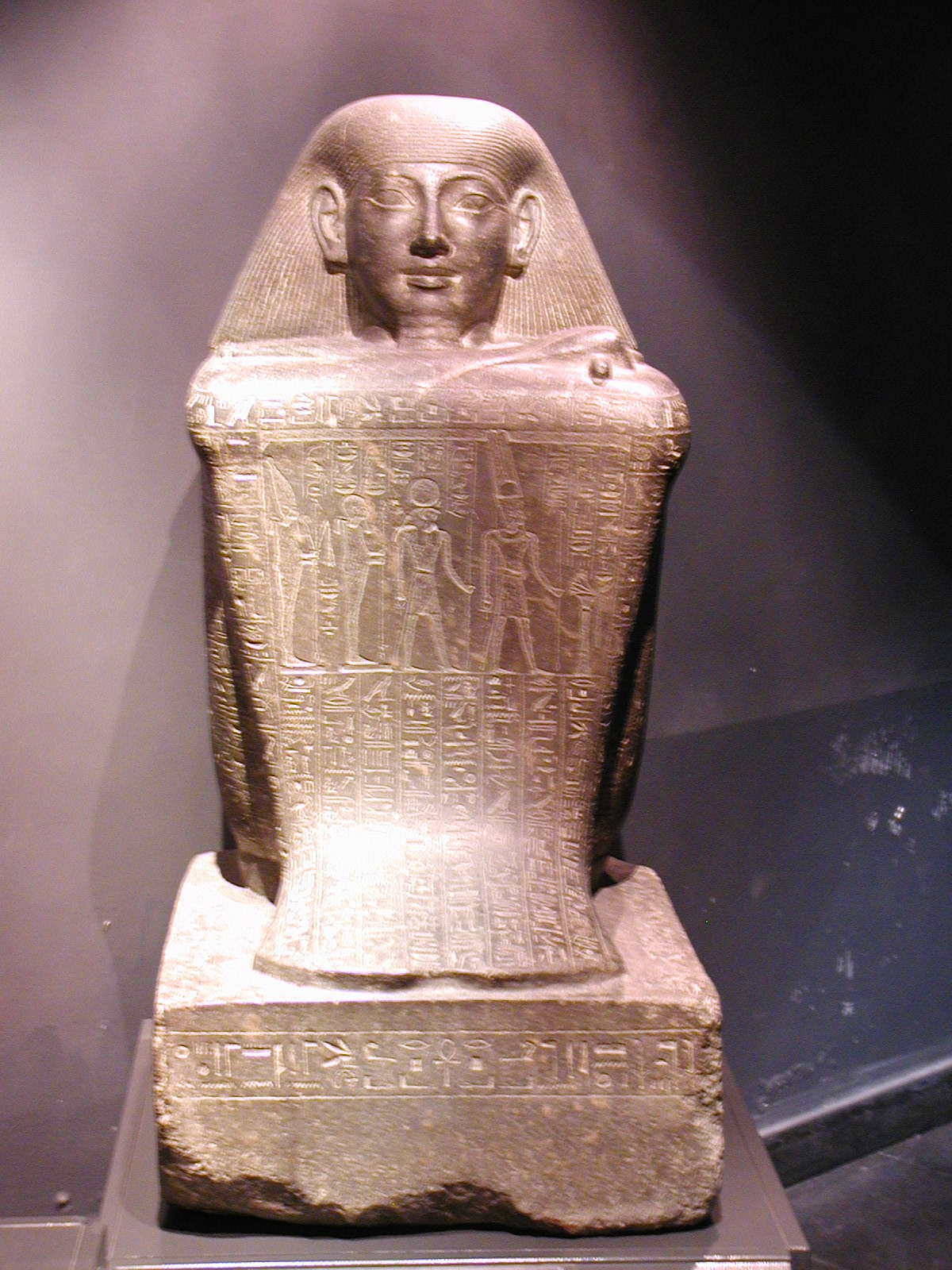
Statue du scribe Nebnetro, trouvée à Karnak) ; devant lui, il y a les représentations des dieux Ptah, Rê-Horakhty, Osiris et Amon
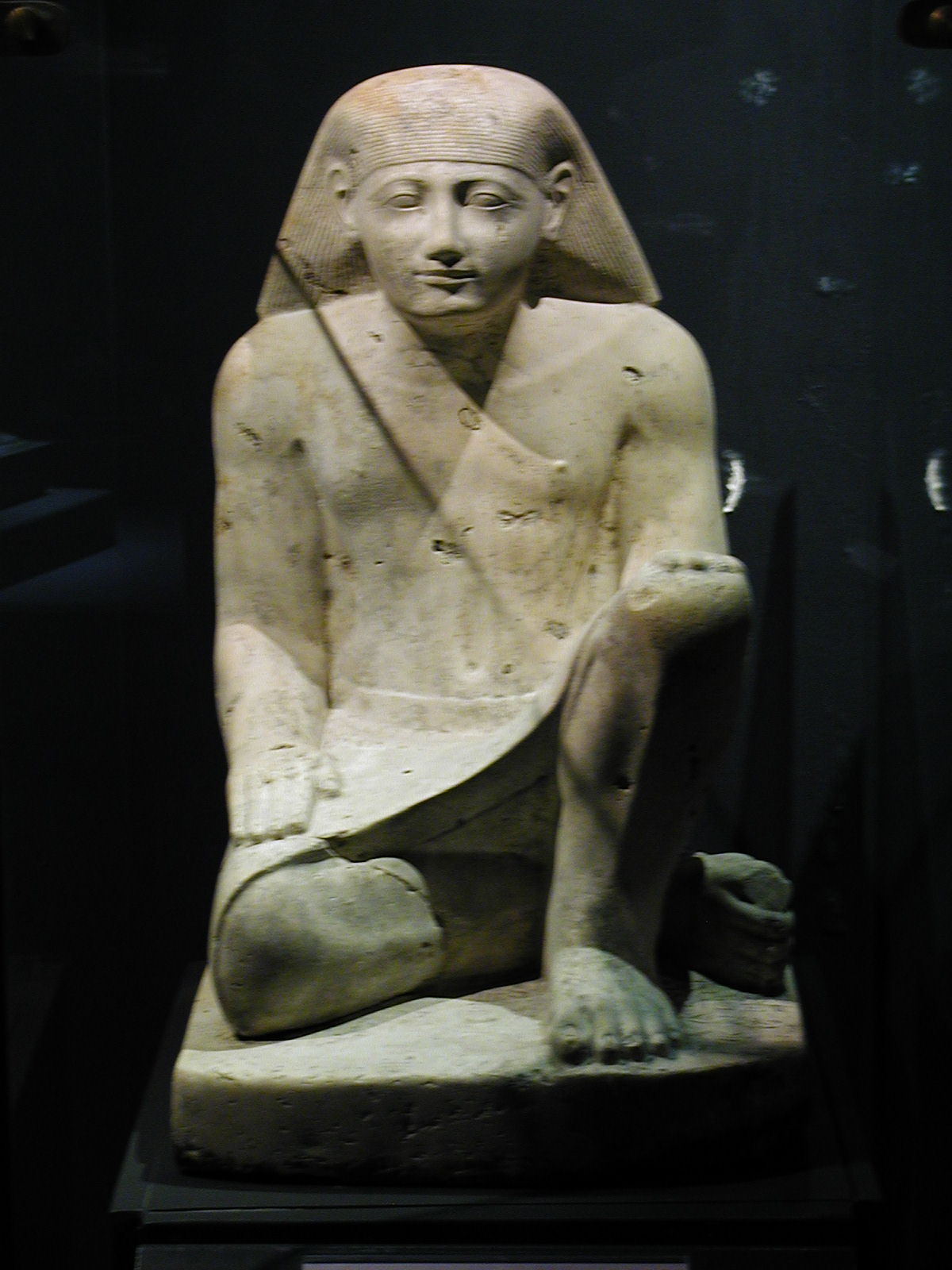
Statue de Nebamon, trouvée à Karnak)
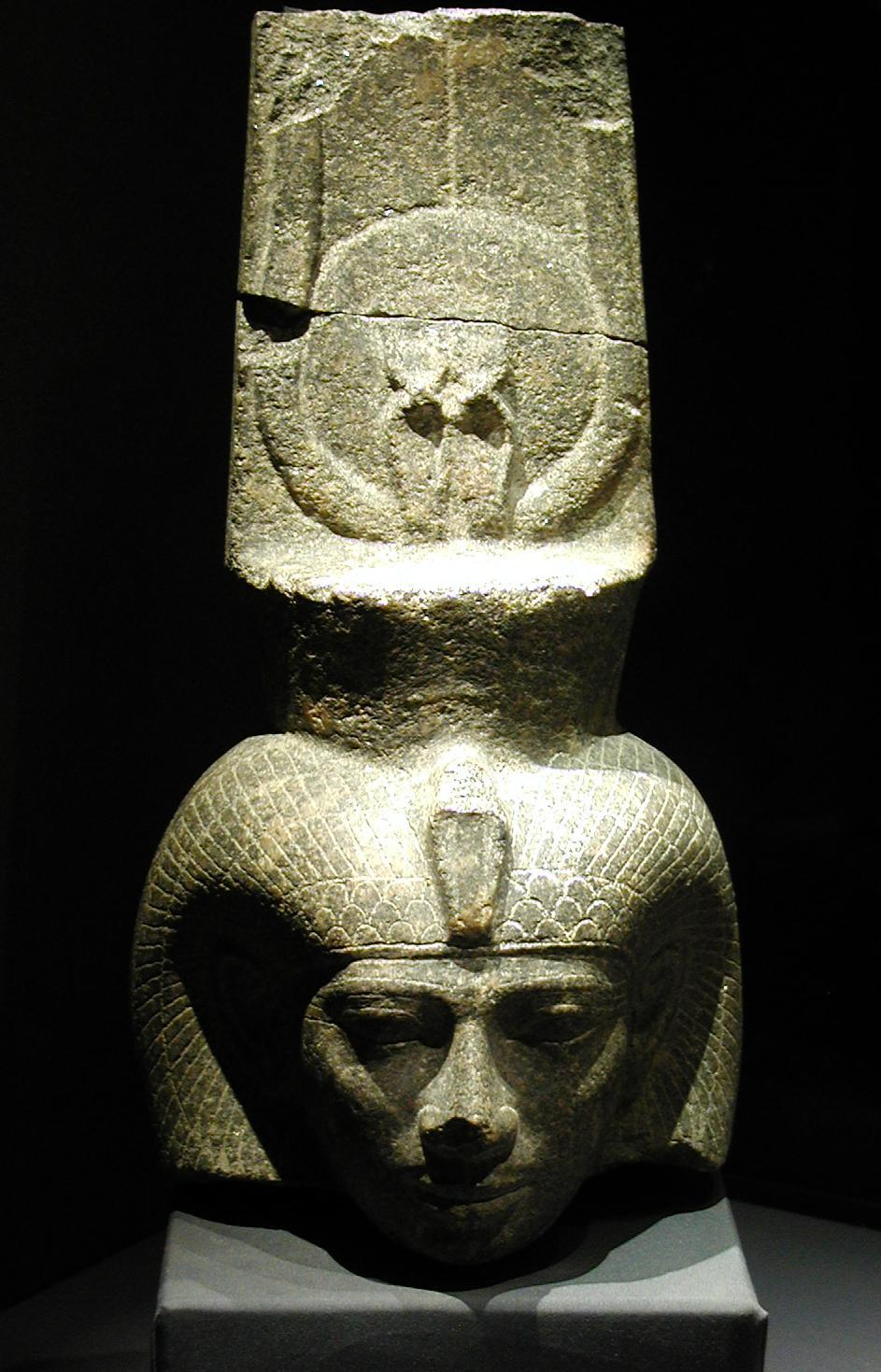
Tête de la femme d'Amon, Chepenoupet II fille du roi Piânkhy, coiffée de la couronne d'Hathor ; le reste du corps est au Sydney Museum ; en granit, trouvée à Karnak)
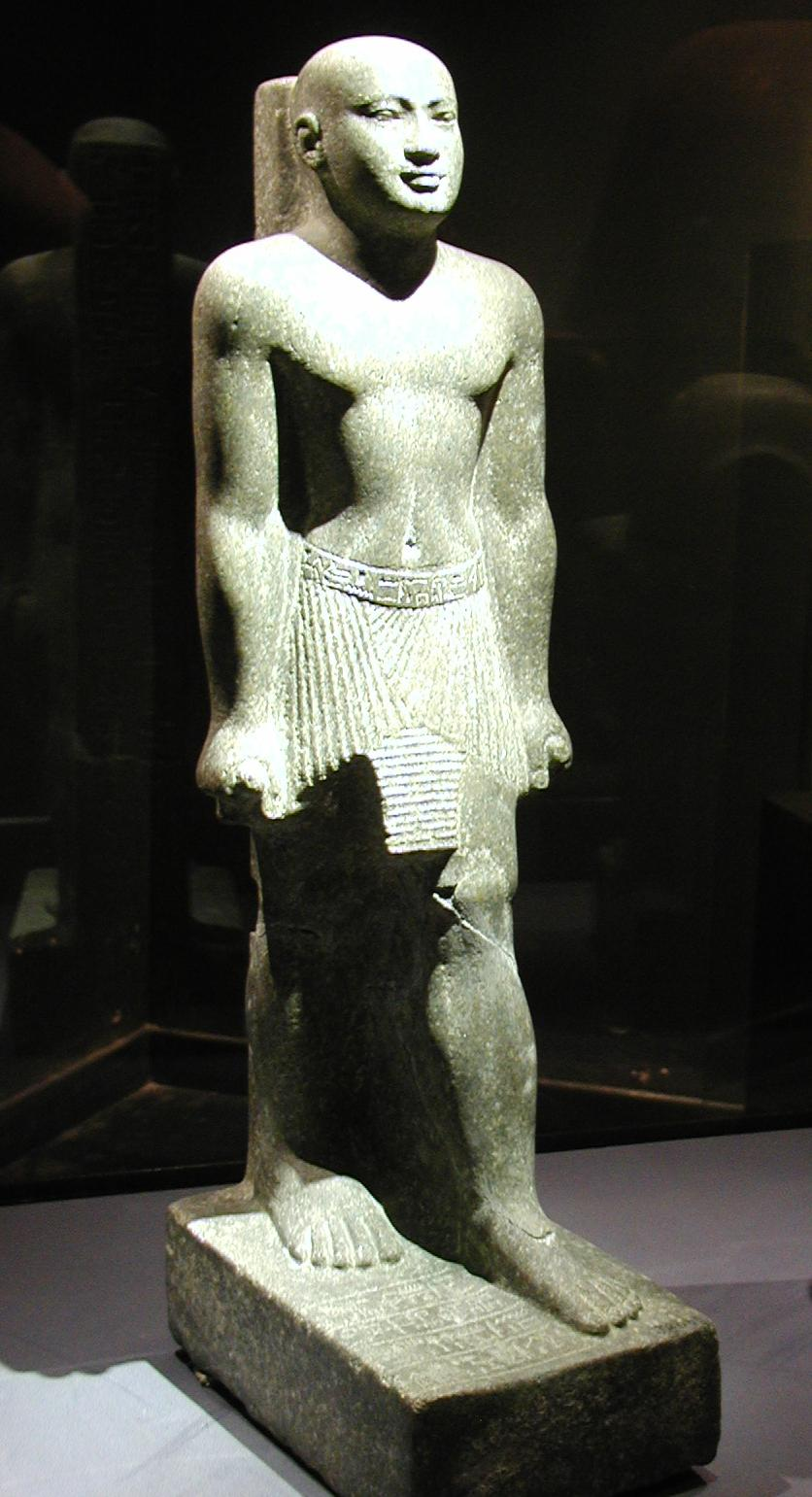
Statue de Baenmaât ; en granit, trouvée à Karnak)
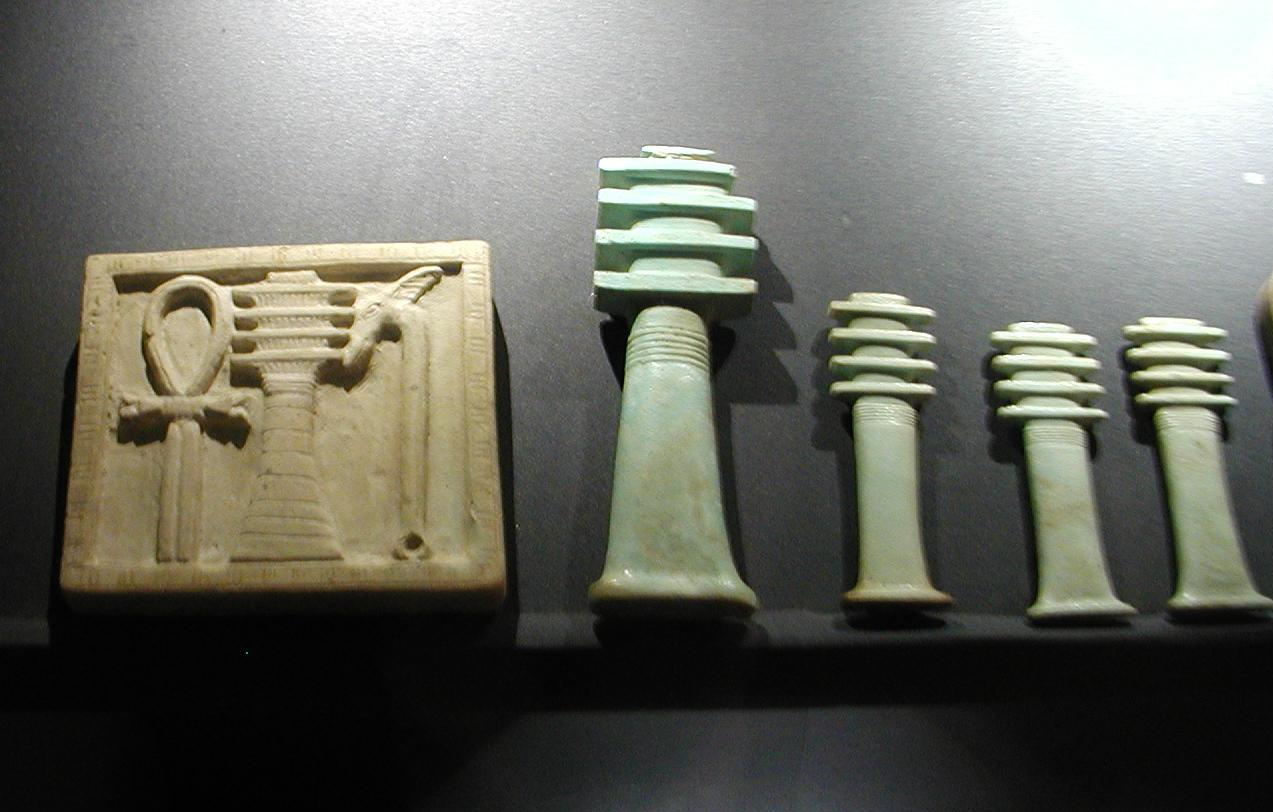
Collection de piliers Djed
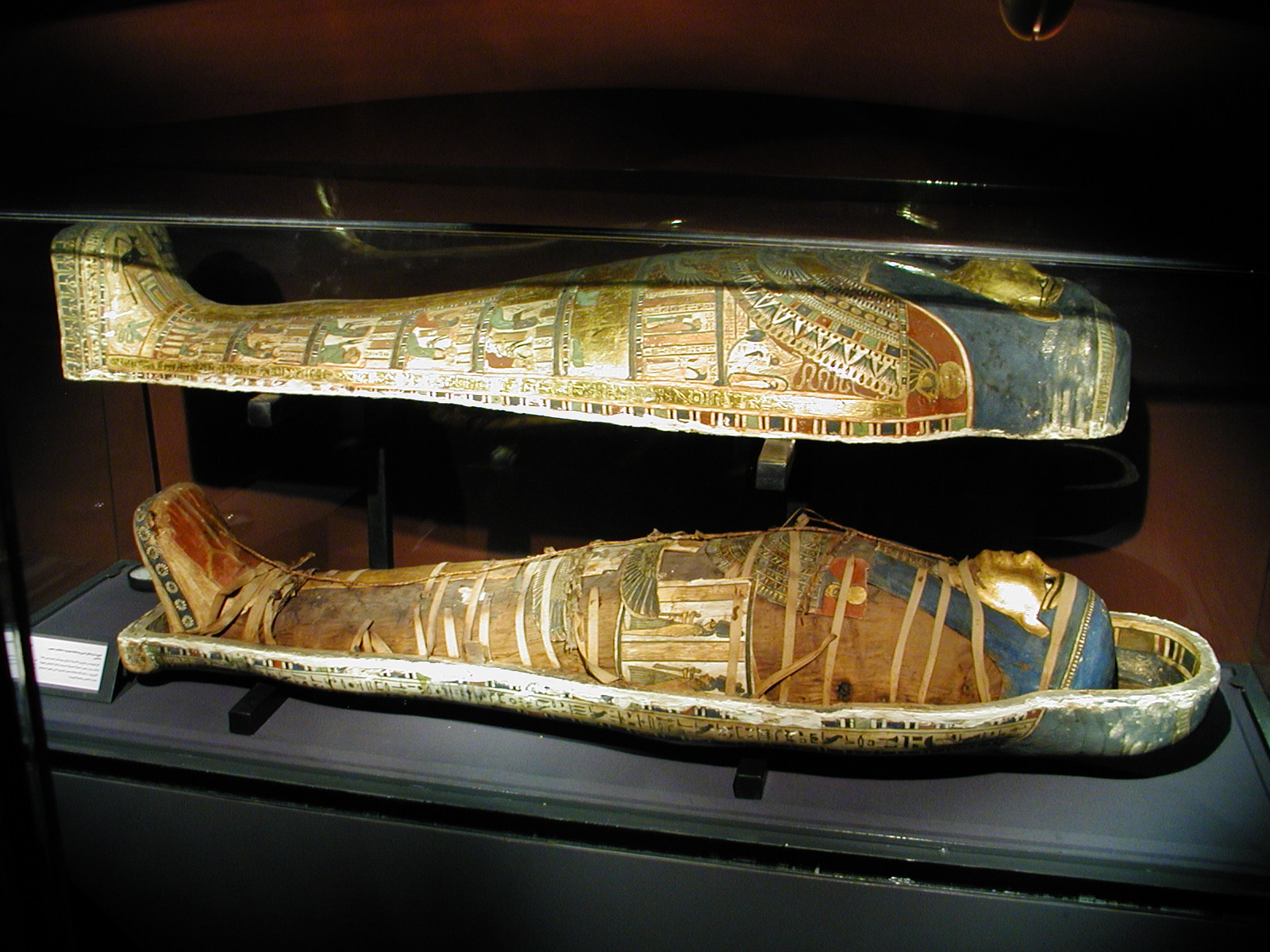
Sarcophage et momie, en bois peint, période tardive
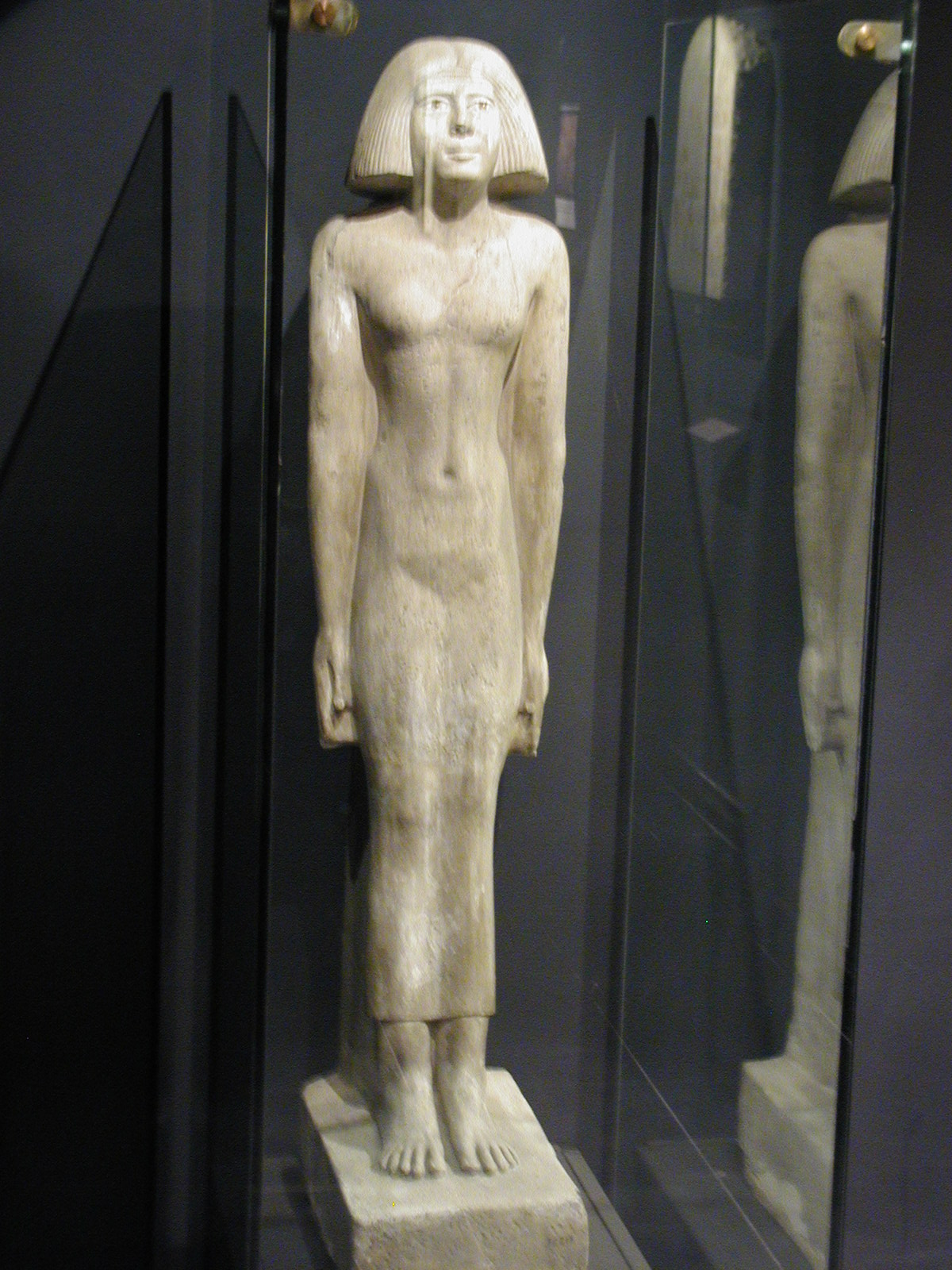
Statue de Meresânkh ; yeux incrustés ; provenance Gizeh
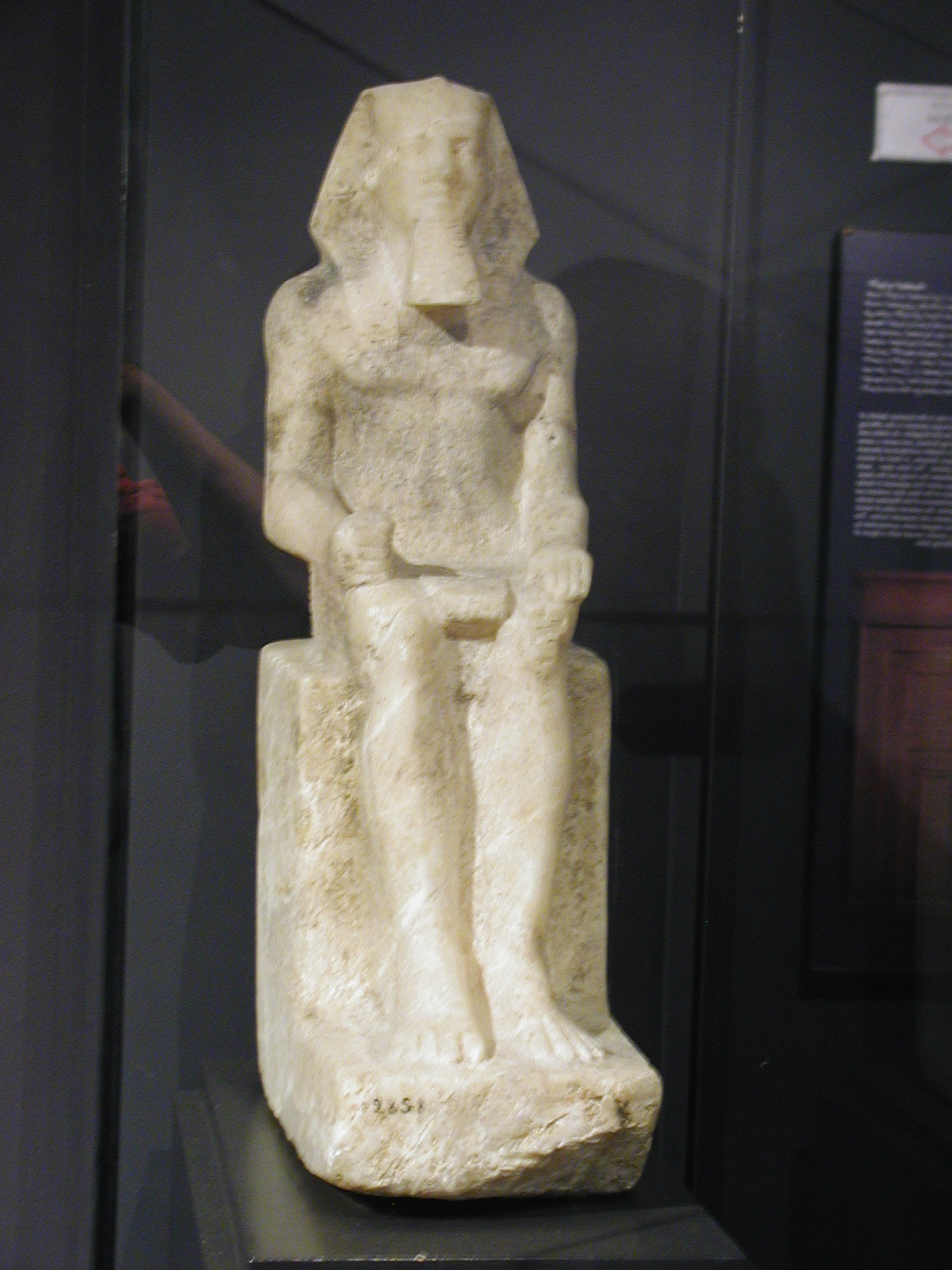
Statue de Menkâourê en albâtre, Ancien Empire ; provenance Saqqarah
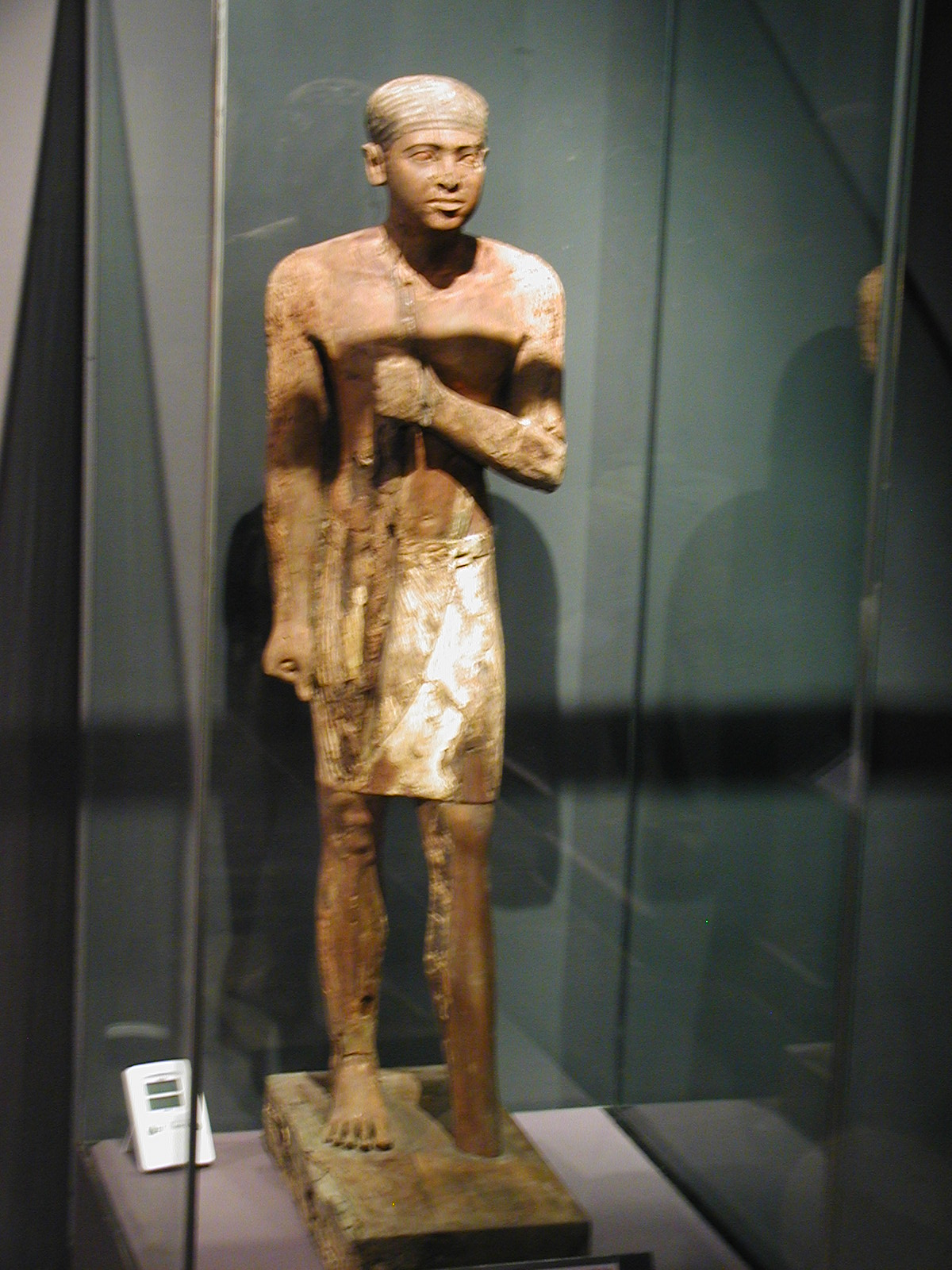
Statue d'un homme, en bois, Ancien Empire ; provenance Saqqarah
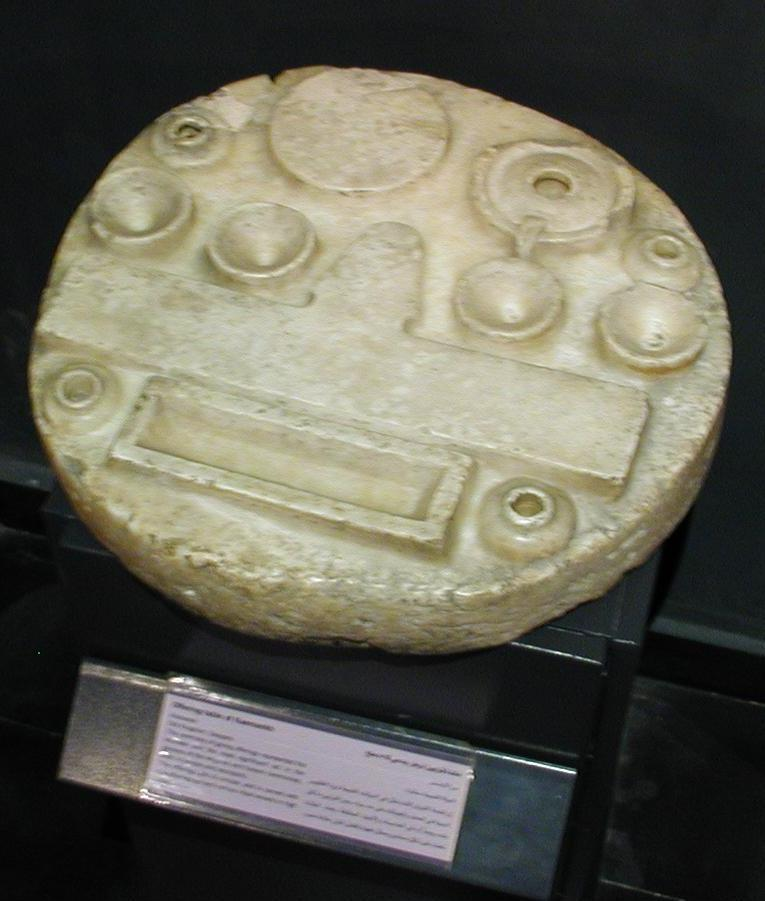
Table d'offrandes en albâtre, Ancien Empire ; provenance Saqqarah